# Taraxacum perlatescens
Taraxacum perlatescens, vrsta maslačka raširenog po Kamčatki i Kurilskim otocima. Pripada sekciji Borealia.

## Sinonimi
- Taraxacum anchorifolium Kom.
- Taraxacum kudoanum Tatew. & Kitam.
- Taraxacum longe-petiolatum H.Koidz.
- Taraxacum longipes Kom.
- Taraxacum squamatissimum H.Koidz.